# Karl Martin
Johann Karl Ludwig Martin (24 novembre 1851, Jever (Frise orientale) - 14 novembre 1942, Leyde) est un géologue allemand. Il est professeur de géologie à l'Université de Leyde de 1877 à 1922. De 1880 à 1922, il est également directeur du Musée géologique de Leyde. En tant que scientifique, il est connu pour ses recherches paléontologiques et stratigraphiques sur la faune cénozoïque des Indes néerlandaises, en particulier sur les mollusques.

## Biographie
Karl Martin est étudiant à Göttingen, où il devient docteur en 1874. Il travaille ensuite comme enseignant à Wismar, où il étudie les dépôts glaciaires de l'Europe du Nord. Il visite le Muséum d'histoire naturelle de Leyde pour voir la collection de Winand Staring, rencontrant ainsi le zoologiste Hermann Schlegel, le directeur du musée. Lorsqu'une chaire de géologie est créée à l'Université de Leyde en 1877, Schlegel se souvenait de Martin comme d'un bon candidat.
En tant que professeur à Leyde, les recherches de Martins portent sur les collections du musée géologique (créé en 1880), en particulier sur les fossiles des colonies hollandaises. En tant que directeur du musée, il agrandit les collections par de nouveaux achats et participe à des expéditions dans les colonies hollandaises : en 1884 aux Antilles néerlandaises, en 1892 aux Moluques et en 1910 à Java. Après sa retraite en 1922, Martin poursuit ses recherches sur la stratigraphie tertiaire des Indes néerlandaises. Berend George Escher lui succède à l'Université de Leyde. Gustaaf Adolf Frederik Molengraaff, Johannes Herman Frederik Umbgrove, Ulbo de Sitter et Philip Kuenen sont ses étudiants.
Martin est commémoré sous le nom scientifique d'une espèce de gecko, Phyllodactylus martini .